# 몬쿠코토리네세
몬쿠코토리네세(이탈리아어: Moncucco Torinese)는 이탈리아 피에몬테주 아스티도의 코무네로, 토리노에서 동쪽으로 약 20km(12mi), 아스티에서 북서쪽으로 약 30km(19mi) 정도 떨어져 있다.
몬쿠코토리네세에는 14세기에 지어진 성이 있으며, 백악 박물관이 들어서 있다.
몬쿠코토리네세는 알부냐노, 아리냐노, 베르차노디산피에트로, 카스텔누오보벨보, 친차노, 마렌티노, 몸벨로디토리노, 모리온도토리네세 및 시올체와 접해 있다.